# Forma silikonowa

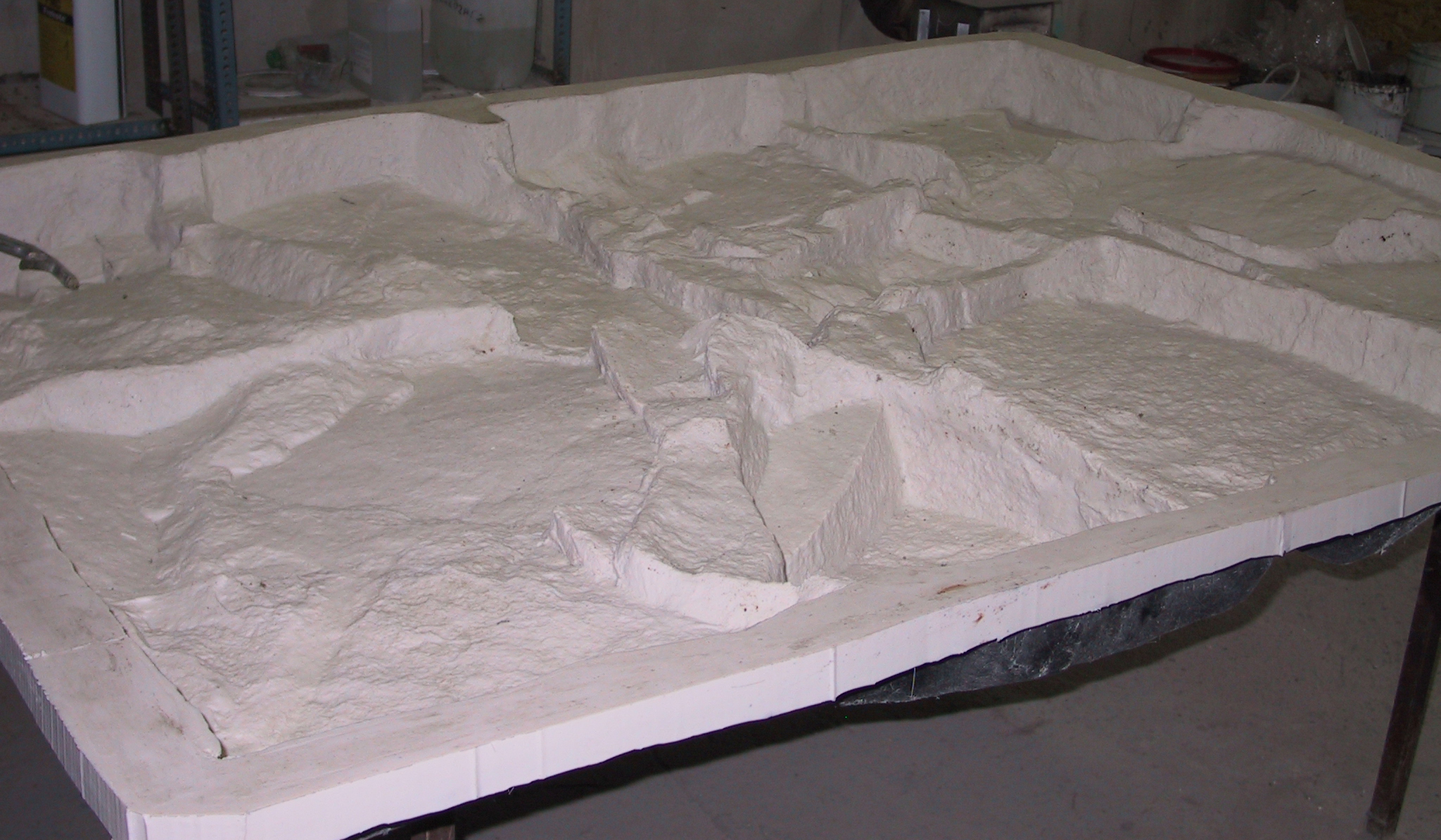
Duża forma silikonowa

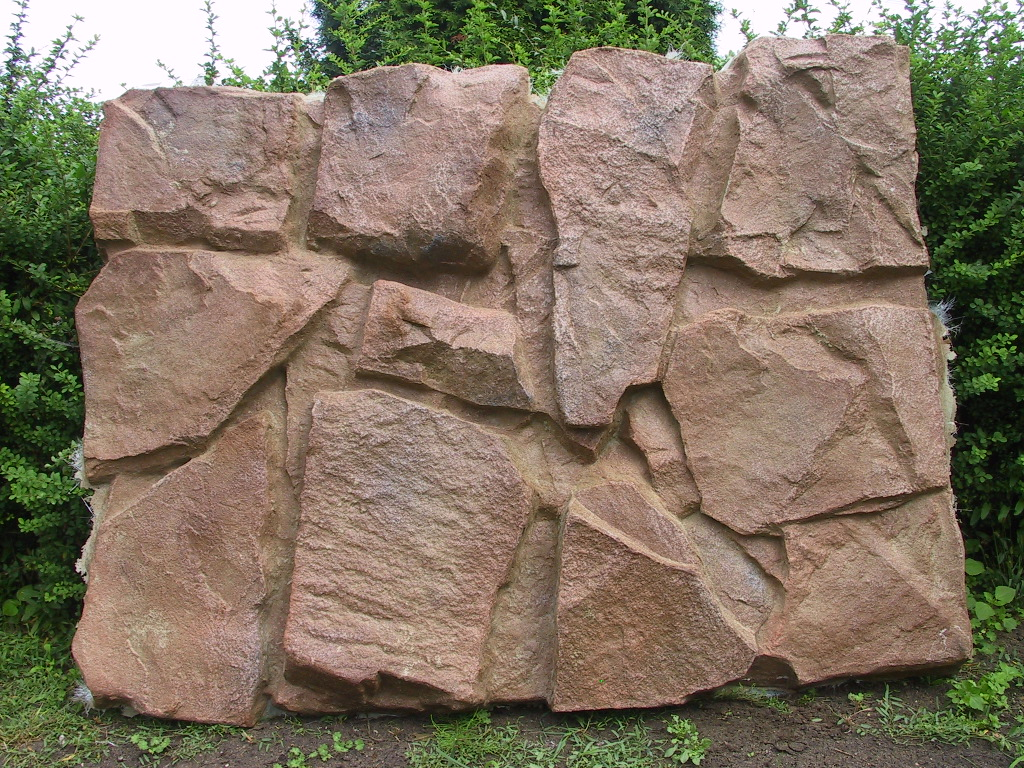
Gotowy produkt wyprodukowany w formie silikonowej

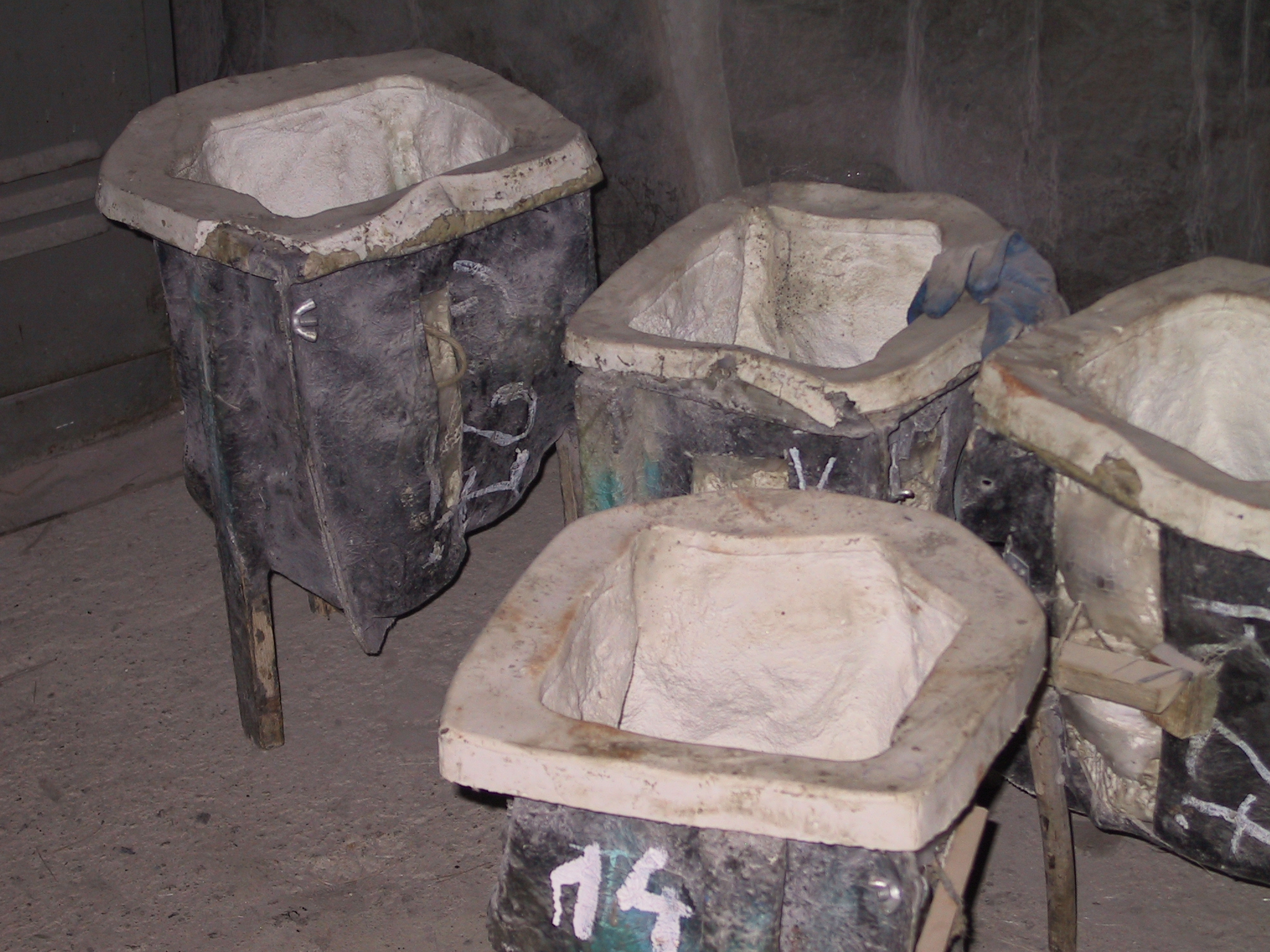
Forma silikonowa

Forma silikonowa – narzędzie służące do produkcji różnych przedmiotów z różnych materiałów. Forma silikonowa jest wykonana z samego silikonu (mała forma silikonowa) albo z silikonu oraz skorupy ją podtrzymującej (duża forma silikonowa). Skorupa wykonana jest z żywicy poliestrowej.
Forma silikonowa jest negatywem w stosunku do wyprodukowanego elementu. W formie silikonowej można produkować np. sztukaterię.